# Аратуипи
Аратуипи (порт. Aratuípe) — муниципалитет в Бразилии, входит в штат Баия. Составная часть мезорегиона Агломерация Салвадор. Входит в экономико-статистический микрорегион Санту-Антониу-ди-Жезус. Население составляет 8797 человек на 2006 год. Занимает площадь 177,150 км². Плотность населения — 49,7 чел./км².

## Статистика
- Валовой внутренний продукт на 2003 год составляет 12 932 071,00 реалов (данные: Бразильский институт географии и статистики).
- Валовой внутренний продукт на душу населения на 2003 год составляет 1502,68 реала (данные: Бразильский институт географии и статистики).
- Индекс развития человеческого потенциала на 2000 год составляет 0,611 (данные: Программа развития ООН).